# 水笔仔
水筆仔（臺灣閩南語：Tsuí-pit-á）为红树科水笔仔属下的一个物種，又稱「秋茄樹」。

## 生境與生態
樹幹的基部分岔出很多呈叢狀向下的通氣根，裸露於地面，具有海綿狀組織，這些通氣根一方面可幫助吸收氧氣及過濾掉大部分的鹽分，又能支撐植物體，所以也兼具一般樹木樹根支持整個植物體的作用，此外它是河流出海口生態體系中的生產者，提供蟹、魚、鳥類的食物或棲息地，也兼具保護河口濕地及潮間帶土壤的功能。

## 適應環境方法
靠裸露於地面板根狀的呼吸根，具有海綿狀組織，幫助吸收氧氣及 過濾掉大部分的鹽分，和將鹽貯存在老葉脫落排鹽。

## 臺灣水筆仔
臺灣原生水筆仔已於二十世紀初絕跡（僅存標本），後又再度從中國大陸引進，始種於竿蓁林一帶，後蔓延全台。因此，現在臺灣所見之水筆仔為強勢外來種，和一般民眾認知不同，導致有時環保團體會以復育海岸之名種植（因水筆仔生命力強，故常為復育海灘之首選），但種植過多可能造成生態破壞之反效果。而因其繁殖力強盛，容易生長過密造成排擠紅樹林其他生物，故需定期疏伐以維持生態。

## 扩展阅读
- 維基物種上的相關：水笔仔